# NGC 7213
NGC 7213 је спирална галаксија у сазвежђу Ждрал која се налази на NGC листи објеката дубоког неба.
Деклинација објекта је - 47° 10' 1" а ректасцензија 22h 9m 16,2s. Привидна величина (магнитуда) објекта NGC 7213 износи 10,1 а фотографска магнитуда 11,0. Налази се на удаљености од 22,0000 милиона парсека од Сунца. NGC 7213 је још познат и под ознакама ESO 288-43, AM 2206-472, IRAS 22061-4724, PGC 68165.